# Danick Snelder
Danick Snelder (født 22. maj 1990 i Pijnacker) er en hollandsk håndboldspiller, som spiller for SG BBM Bietigheim og Hollands kvindehåndboldlandshold. Hun deltog under VM i håndbold 2011 i Brasilien.